# Матвієво (Тотемський район)
Матві́єво (рос. Матвеево) — присілок у складі Тотемського району Вологодської області, Росія. Входить до складу П'ятовського сільського поселення.

## Населення
Населення — 182 особи (2010; 241 у 2002).
Національний склад (станом на 2002 рік):
- росіяни — 99 %